# Mattias Lamhauge
Mattias Heðinsson Lamhauge (2 agosto 1999) è un calciatore faroese, portiere del Fredericia e della nazionale faroese.

## Statistiche

### Cronologia presenze e reti in nazionale
| Cronologia completa delle presenze e delle reti in nazionale ― Fær Øer | Cronologia completa delle presenze e delle reti in nazionale ― Fær Øer | Cronologia completa delle presenze e delle reti in nazionale ― Fær Øer | Cronologia completa delle presenze e delle reti in nazionale ― Fær Øer | Cronologia completa delle presenze e delle reti in nazionale ― Fær Øer | Cronologia completa delle presenze e delle reti in nazionale ― Fær Øer | Cronologia completa delle presenze e delle reti in nazionale ― Fær Øer | Cronologia completa delle presenze e delle reti in nazionale ― Fær Øer |
| Data                                                                   | Città                                                                  | In casa                                                                | Risultato                                                              | Ospiti                                                                 | Competizione                                                           | Reti                                                                   | Note                                                                   |
| ---------------------------------------------------------------------- | ---------------------------------------------------------------------- | ---------------------------------------------------------------------- | ---------------------------------------------------------------------- | ---------------------------------------------------------------------- | ---------------------------------------------------------------------- | ---------------------------------------------------------------------- | ---------------------------------------------------------------------- |
| 29-3-2022                                                              | San Pedro del Pinatar                                                  | Liechtenstein                                                          | 0 – 1                                                                  | Fær Øer                                                                | Amichevole                                                             | -                                                                      |                                                                        |
| 19-11-2022                                                             | Pristina                                                               | Kosovo                                                                 | 1 – 1                                                                  | Fær Øer                                                                | Amichevole                                                             | -1                                                                     | 90+2’                                                                  |
| 24-3-2023                                                              | Chișinău                                                               | Moldavia                                                               | 1 – 1                                                                  | Fær Øer                                                                | Qual. Euro 2024                                                        | -1                                                                     | 86’                                                                    |
| 7-9-2023                                                               | Varsavia                                                               | Polonia                                                                | 2 – 0                                                                  | Fær Øer                                                                | Qual. Euro 2024                                                        | -2                                                                     |                                                                        |
| 10-9-2023                                                              | Tórshavn                                                               | Fær Øer                                                                | 0 – 1                                                                  | Moldavia                                                               | Qual. Euro 2024                                                        | -1                                                                     |                                                                        |
| 12-10-2023                                                             | Tórshavn                                                               | Fær Øer                                                                | 0 – 2                                                                  | Polonia                                                                | Qual. Euro 2024                                                        | -2                                                                     |                                                                        |
| 15-10-2023                                                             | Plzeň                                                                  | Rep. Ceca                                                              | 1 – 0                                                                  | Fær Øer                                                                | Qual. Euro 2024                                                        | -1                                                                     | 40’                                                                    |
| 20-11-2023                                                             | Tirana                                                                 | Albania                                                                | 0 – 0                                                                  | Fær Øer                                                                | Qual. Euro 2024                                                        | -                                                                      | 34’                                                                    |
| 26-3-2024                                                              | Brøndbyvester                                                          | Danimarca                                                              | 2 – 0                                                                  | Fær Øer                                                                | Amichevole                                                             | -2                                                                     |                                                                        |
| 25-3-2025                                                              | Nikšić                                                                 | Montenegro                                                             | 1 – 0                                                                  | Fær Øer                                                                | Qual. Mondiali 2026                                                    | -1                                                                     |                                                                        |
| Totale                                                                 |                                                                        | Presenze                                                               | 10                                                                     |                                                                        | Reti                                                                   | -11                                                                    |                                                                        |

## Palmarès

### Club

#### Competizioni nazionali
- Coppa delle Fær Øer: 2

HB Tórshavn: 2019
B36 Tórshavn: 2021